# Regio II (Pompeia)
Llista dels monuments presents a la Regio II de les excavacions arqueològiques de Pompeia. Comprèn la part sud-oriental de la ciutat. Està limitada al nord per la via de l'Abundància, al sud i a l'est per la muralla entre les portes de Nucèria i del Sarn, i a l'oest per la via de Nucèria.

Plànol de Pompeia, amb les distintes regiones o districtes en què estava dividida
Plànol de Pompeia on es ressenyen (en anglès) els principals edificis i vies urbanes
Mapa de situació de la Pompeia romana, on es veu l'àrea afectada per l'erupció del Vesuvi del 79

## Insula 1
| Pos. | Imatge | Nom                               | Descripció | Nota |
| ---- | ------ | --------------------------------- | --- | ---- |
| 1    | -      | Caupona d'Hermes                  | - |      |
| 2    | -      | Casa dels Emilis, Primi i Saturní | Va ser excavada el 1915 i després el 1985. Deu el nom a diverses inscripcions electorals trobades a la façana, que feien referència a personatges de la família dels Emilis. A l'interior també es van trobar alguns objectes destinats a la producció de productes cosmètics. |      |
| 3    | -      | Casa sense nom                    | - |      |
| 4    | -      | Taverna                           | - |      |
| 5    | -      | Taverna                           | - |      |
| 6    | -      | Thermopolium                      | - |      |
| 7    | -      | Casa sense nom                    | - |      |
| 8    |        | Entrada secundària (II.2.9.)      | - |      |
| 9    | -      | Casa del Larari d'Hèrcules        | - |      |
| 10   |        | Casa Imperial                     | Excavada entre 1953 i 1955 i de nou el 1985, presenta, un cop passada l'entrada, un petit pati que mira directament al jardí i al triclini amb finestres. En tres petites habitacions hi ha restes de l'arrebossat vermell pompeià. |      |
| 11   |        | Entrada secundària (II.1.12.)     | - |      |
| 12   | -      | Complex dels Ritus Màgics         | També anomenada Casa de la Sibil·la Pompeiana, es va explorar en diverses etapes entre 1954 i 1985. Una de les troballes més importants van ser un parell de mans de bronze pertanyents al déu Sabazi, que servien per allunyar el mal d'ull. A la casa també es van trobar pintures que representaven Mercuri i Bacus, Venus i Príap, mentre que l'exedra s'utilitzava per a banquets i ritus votius i màgics. |      |
| 13   | -      | Entrada secundària (II.1.1.)      | - |      |

## Insula 2
| Pos. | Imatge | Nom                             | Descripció | Nota |
| ---- | ------ | ------------------------------- | --- | ---- |
| 1    | -      | Caupona d'Astil i Pardal        | - |      |
| 2    |        | Casa d'Octavi Quartió           | Deu el nom al propietari, del qual s'ha trobat un segell que data del segle ii aC. La major part de l'estructura es desenvolupa al voltant de l'atri. És interessant el sistema dels estanys per recollir l'aigua de la pluja; el superior estava decorat amb estàtues egípcies de divinitats, mentre que l'inferior, que creua el jardí, està dividit en tres compartiments, probablement per albergar peixos. El sacellum estava situat entre l'estany superior i l'inferior. |      |
| 3    | -      | Caupona o thermopolium d'Aticte | - |      |
| 4    | -      | Casa dels Augustals             | També coneguda com la Casa de Messi Ampliat, fou excavada entre el 1916 i el 1921 i dona a la via de l'Abundància. A més de dues inscripcions electorals a la façana, el portal d'entrada es caracteritza a la part superior per un escut de l'època d'August, és a dir, una corona entreteixida amb branques de roure i llorer. L'interior de la casa està greument malmès a causa de les excavacions anteriors.                                                               |      |
| 5    |        | Entrada secundària (II.2.2)     | - |      |
| 6    | -      | Entrada secundària (II.2.1)     | - |      |

## Insula 3
| Pos. | Imatge | Nom                            | Descripció | Nota |
| ---- | ------ | ------------------------------ | --- | ---- |
| 1    | -      | Accés a la planta superior     | - |      |
| 2    | -      | Botiga                         | - |      |
| 3    | -      | Casa de la Venus de la Petxina | Va ser excavada el 1952 després de ser danyada per un bombardeig durant la Segona Guerra Mundial el 1943. La casa es desenvolupa principalment al voltant d'un jardí, al mur sud del qual hi ha un fresc que representa una mena d'oasi en tres plafons, on al central es representa Venus amb dos cupidos, dins una petxina rosa; la representació es completa amb una font amb ocells a la dreta i una estàtua de Mart a l'esquerra. |      |
| 4    | -      | Casa sense nom                 | - |      |
| 5    | -      | Thermopolium                   | - |      |
| 6    | -      | Entrada secundària (II.3.4.)   | - |      |
| 7    | -      | Entrada secundària (II.3.8.)   | - |      |
| 8    |        | Casa amb botiga                | - |      |
| 9    | -      | Entrada secundària (II.3.8.)   | - |      |

## Insula 4
| Pos. | Imatge        | Nom                          | Descripció | Nota                                  |
| ---- | ------------- | ---------------------------- | --- | ------------------------------------- |
| 1    | -             | Botiga                       | - |                                       |
| 2    | -             | Accés a la planta superior   | - |                                       |
| 3    | senza_cornice | Vil·lla de Júlia Fèlix       | Excavada el 1755 i després el 1953, consta d'un doble atri i un jardí amb peristil, al centre del qual hi havia una peixera. En aquest mateix lloc també hi ha un altar dedicat a Isis. |                                       |
| 4    | -             | Entrada secundària (II.4.3.) | - |                                       |
| 5    | -             | Botiga                       | - |                                       |
| 6    | -             | Termes de Júlia Fèlix        | - |                                       |
| 7    | -             | Thermopolium                 | - |                                       |
| 7a   | -             | Santuari                     | - | Arxivat 2019-03-20 a Wayback Machine. |
| 8    | -             | Entrada secundària (II.4.3.) | - |                                       |
| 9    | -             | Entrada secundària (II.4.3.) | - |                                       |
| 10   | -             | Entrada secundària (II.4.3.) | - |                                       |
| 11   | -             | Entrada secundària (II.4.3.) | - |                                       |
| 12   | -             | Entrada secundària (II.4.3.) | - |                                       |

## Insula 5
| Pos. | Imatge | Nom                     | Descripció | Nota |
| ---- | ------ | ----------------------- | ---------- | ---- |
| 1    | -      | Botiga                  | -          |      |
| 2    | -      | Casa sense nom          | -          |      |
| 3    | -      | Identificació no segura | -          |      |
| 4    | -      | Identificació no segura | -          |      |
| 5    | -      | Jardí                   | -          |      |

## Insula 6
| Pos. | Imatge | Nom        | Descripció | Nota |
| ---- | ------ | ---------- | --- | ---- |
| 1    |        | Amfiteatre | Construït entre el 80 i el 70 aC, és un dels més ben conservats del món i podia acollir més de vint mil persones. L'arena és de terra batuda. La càvea, dividida en tres zones, tenia la possibilitat de ser coberta per un tendal (velarium). Va ser l'escenari d'una violenta baralla entre els pompeians i els nucerins el 79. |      |

## Insula 7
| Pos. | Imatge | Nom                               | Descripció | Nota |
| ---- | ------ | --------------------------------- | --- | ---- |
| 1    |        | Palestra Gran                     | Construïda en època d'August, té planta rectangular i el perímetre està envoltat per una columnata, excepte a la banda de llevant. Al centre hi havia una piscina de fons inclinat. |      |
| 2    |        | Entrada secundària de la palestra | - |      |
| 3    |        | Entrada secundària de la palestra | - |      |
| 4    | -      | Entrada secundària de la palestra | - |      |
| 5    | -      | Entrada secundària de la palestra | - |      |
| 6    |        | Entrada secundària de la palestra | - |      |
| 7    |        | Entrada secundària de la palestra | - |      |
| 8    | -      | Entrada secundària de la palestra | - |      |
| 9    | -      | Entrada secundària de la palestra | - |      |
| 9a   | -      | Entrada secundària de la palestra | - |      |
| 10   | -      | Entrada secundària de la palestra | - |      |

## Insula 8
| Pos. | Imatge | Nom                       | Descripció | Nota |
| ---- | ------ | ------------------------- | --- | ---- |
| 1    |        | Restaurant                | - |      |
| 2    |        | Thermopolium              | - |      |
| 3    |        | Caupona                   | - |      |
| 4    |        | Botiga                    | - |      |
| 5    |        | Taller de Sabatí          | - |      |
| 6    |        | Casa del Jardí d'Hèrcules | També anomenada Casa del Perfumista, data del segle iii aC. Està estructurada amb un atri al voltant del qual hi ha diverses habitacions i un passadís que condueix cap al gran jardí, on es van descobrir essències per fabricar perfums; probablement el seu propietari era un perfumista. A la part oriental del jardí hi ha un triclini, amb un santuari dedicat a Hèrcules, del qual es va trobar una estàtua de marbre. |      |

## Insula 9
| Pos. | Imatge | Nom                          | Descripció | Nota |
| ---- | ------ | ---------------------------- | --- | ---- |
| 1    |        | Casa de Quiet                | Va ser explorada en diverses etapes el 1954, el 1971 i el 1987, i restaurada el 1988. A la porta principal presentava una representació de Mercuri, mentre que a l'interior hi ha un impluvium amb cisterna i diverses sales que encara conserven traces de frescos, entre els quals alguns, gairebé de mida natural, a les columnes del triclini, que representen Príap, Bacus i altres temes com ara ocells.          |      |
| 2    |        | Casa del Gemmòleg            | Es diu així perquè a l'interior s'hi van trobar nombroses pedres precioses. Encara té traces de guix, sobretot al triclini, on es poden trobar diferents figures humanes i plantes. Aquesta sala s'obre directament al jardí, on hi ha una taula de pedra. |      |
| 3    |        | Casa sense nom               | - |      |
| 4    |        | Casa del Larari Florit       | Va ser explorada a la dècada del 1950 i restaurada el 1988. A l'interior s'han conservat moltes de les decoracions de les parets, sobretot a la sala on hi ha un larari decorat amb representacions de flors i cupidos. A les parets de les altres habitacions, arrebossades de groc ocre, hi ha petites imatges que representen personatges mitològics i animals. També s'hi va trobar una estàtua de marbre de Venus. |      |
| 5    |        | Casa del Triclini d'Estiu    | Té la característica de tenir també la planta superior, de la qual s'ha reconstruït el balcó de la façana que dona a l'entrada. A l'interior, al jardí, s'havia construït un petit santuari domèstic, on hi havia una pintura antiga que representa Venus, de la qual només en queda una part. |      |
| 6    | -      | Entrada secundària (II.9.5.) | - |      |
| 7    | -      | Entrada secundària (II.9.5.) | - |      |